# Вуховертки
Вуховертки або шкірястокрилі (Dermaptera) — ряд комах, що включає 5 підрядів, 10 родин, 200 родів, 1900 видів. Українська народна назва — «щипавка».
Вагомий внесок у вивчення цього ряду комах зробив світило Г. Я. Бей-Бієнко.

## Опис
Це порівняно невеликі комахи, довжиною 35—50 мм, з сильно сплощеним і подовженим, водночас дуже гнучким тілом, що несе на вершині черевця два довгі хітинізовані відростки — «клешнеподібні» церки. Голова майже серцеподібної форми з направленими вперед ротовими органами. На ній знаходяться ниткоподібні вусики. У різних видів вони мають різну кількість члеників — від 8 до 50. Зовнішній покрив тіла в усіх особин дуже щільний, сильно хітинізований. Однією з характерних особливостей будови є літальний апарат. Передня пара крил у вуховерток сильно вкорочена і перетворена на тверді, шкірясті надкрила. М'які, перетинчасті задні крила дуже широкі, віялоподібної форми. На їх передньому краї є рогова пластинка. У спокійному стані крила складаються на зразок віяла уздовж жилок, а потім — ще двічі поперек і ховаються під надкрила, з-під яких назовні виступають тільки кінці твердих рогових платівок. Ноги зазвичай бігального типу, відносно короткі, з трьохчлениковими лапками. Подовжене черевце складається з 10 члеників. «Клешні», які знаходяться на його кінці, являють собою змінені церки. Вони не розділені на членики і часто озброєні різними зубцями і виступами. У самців церки розвинені значно сильніше, ніж у самиць. Форма і розміри церок дуже мінливі. У межах одного і того ж виду зустрічаються самці з короткими і з довгими церками. Церки, перш за все, являють собою орган захисту і нападу. У деяких видів, наприклад у вуховертки звичайної (Forficula auricularia), рухові м'язи кліщів настільки сильно розвинені, що вона може проколоти ними шкіру людини до крові. Церки використовуються також для утримування захопленої здобичі при поїданні.
Найдревніша форма відома з юрських відкладень в гірському хребті Каратау (південний Казахстан) і описана під назвою Protodiplatys fortis. Маючи цілий ряд типових для сучасних щипавок ознак, у тому числі характерну будову черевця і вкорочені міцні надкрила, цей вид мав деякі примітивні риси будови.

## Спосіб життя
Полюбляють лісову рослинність, теплий й вологий клімат. Активні вночі, лише деякі види вранці. Живляться здебільшого органічними відходами тварин та рослин, іноді дрібними комахами.
Це здебільшого яйцекладні комахи.

## Розповсюдження
Переважана більшість їх поширена у країнах, які належать до ряду тропічних. Широко представлені в: Євразії, Африці, Австралії та Новій Зеландії, Північній та Південній Америках. В Україні мешкає 14 видів (список).

## Підряди та родини
Систематика ряду згідно праці Engel & Haas (2007):
Підряд Archidermaptera †
Protodiplatyidae †
Dermapteridae †
Підряд Eodermaptera †
Semenoviolidae †
Turanodermatidae †
Підряд Neodermaptera
Anisolabididae
Apachyidae
Chelisochidae
Diplatyidae
Spongiphoridae
Forficulidae
Karschiellidae
Labiduridae
Labiidae
Pygidicranidae
Hemimeridae